# チャールズ・クライトン
チャールズ・クライトン（Charles Crichton, 1910年8月6日 - 1999年9月14日）は、イングランド出身の映画監督、編集技師である。

## 来歴
イーリング・スタジオでコメディを製作していたことで知られ、40年以上にわたってテレビ・映画を監督・編集した。
1988年の『ワンダとダイヤと優しい奴ら』でアカデミー監督賞、脚本賞にノミネートされた。

## フィルモグラフィ

### 映画
- Old Bill and Son (1941) 編集
- The Big Blockade (1942) 編集
- Nine Men (1943) 編集
- For Those in Peril (1944) 監督
- 夢の中の恐怖 Dead of Night (1945) 監督
- Painted Boats (1945) 監督
- 乱闘街 Hue and Cry (1947) 監督
- Against the Wind (1948) 監督
- Another Shore (1948) 監督
- Train of Events (1949) 監督
- Dance Hall (1950) 監督
- ラベンダー・ヒル・モブ The Lavender Hill Mob (1951) 監督
- Hunted (1952) 監督
- The Titfield Thunderbolt (1953) 監督
- The Love Lottery (1954) 監督
- The Divided Heart (1954) 監督
- Man in the Sky (1957) 監督
- Law and Disorder (1958) 監督
- 大洪水 Floods of Fear (1958) 監督・脚本
- The Battle of the Sexes (1959) 監督
- The Boy Who Stole a Million (1960) 監督・脚本・原案
- The Third Secret (1964) 監督
- He Who Rides a Tiger (1965) 監督
- ワンダとダイヤと優しい奴ら A Fish Called Wanda (1988) 監督・原案

### テレビシリーズ
- Danger Man (1964) 計2話監督
- 銀髪の狼 Man in a Suitcase (1967-1968) 計6話監督
- おしゃれ(秘)探偵 The Avengers (1965-1969) 計5話監督
- Strange Report (1969) 計5話監督
- The Adventures of Black Beauty (1972-1974) 計15話監督
- 特捜班CI-5 The Professionals (1973-1974) 計5話監督
- スペース1999 Space: 1999 (1975-1976) 計14話監督
- Dick Turpin (1979-1982) 計10話監督